# Phoenicocoris hesperus
Phoenicocoris hesperus är en insektsart som först beskrevs av Knight 1968.  Phoenicocoris hesperus ingår i släktet Phoenicocoris och familjen ängsskinnbaggar. Inga underarter finns listade i Catalogue of Life.